# Förningsduk
Förningsduk kallas den duk, ofta vävd i områdesvisa traditionella mönster, som prydde den korg som användes att ta med förningen i. Mest påkostade förningsdukar utvecklades i Skåne där de försågs med utdragssömmar och knypplad spets. Förningsduken och dess korg var något av dåtidens kasse.